# نیوور
نیوور (به هلندی: Nieuwer Ter Aa) یک منطقهٔ مسکونی در هلند است که در استیختسه فخت واقع شده‌است. نیوور ۱٬۲۱۰ نفر جمعیت دارد.